# Uçhisar
Uçhisar es una ciudad de Turquía que se encuentra en Capadocia, una región de Anatolia central. Al igual que en otras zonas de Capadocia, en Uçhisar se pueden encontrar bellos ejemplos de moradas trogloditas excavadas en el débil subsuelo de la región. Sin embargo, Uçhisar es más famoso por el Castillo de Uçhisar (Uçhisar Kalesi en turco), una estructura que corona un promontorio. Este nombre le fue dado por su característica cresta en forma de dos picos triangulares, cercada por otros dos más pequeños que semejan torreones.
Uçhisar está localizado 4 kilómetros al suroeste de Göreme.

## Galería

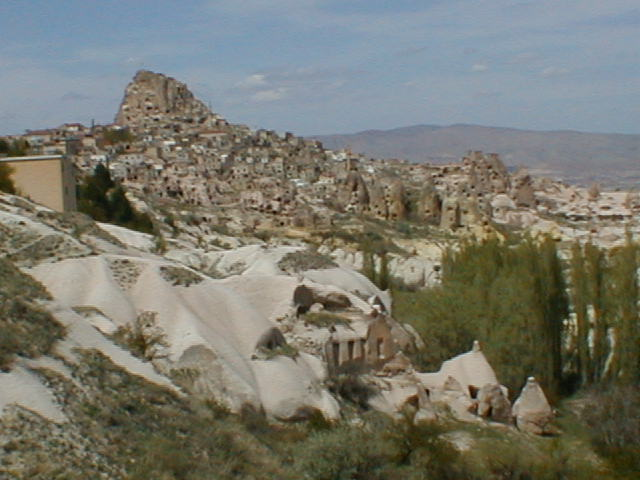
Vista del Kale o Castillo de Uçhisar
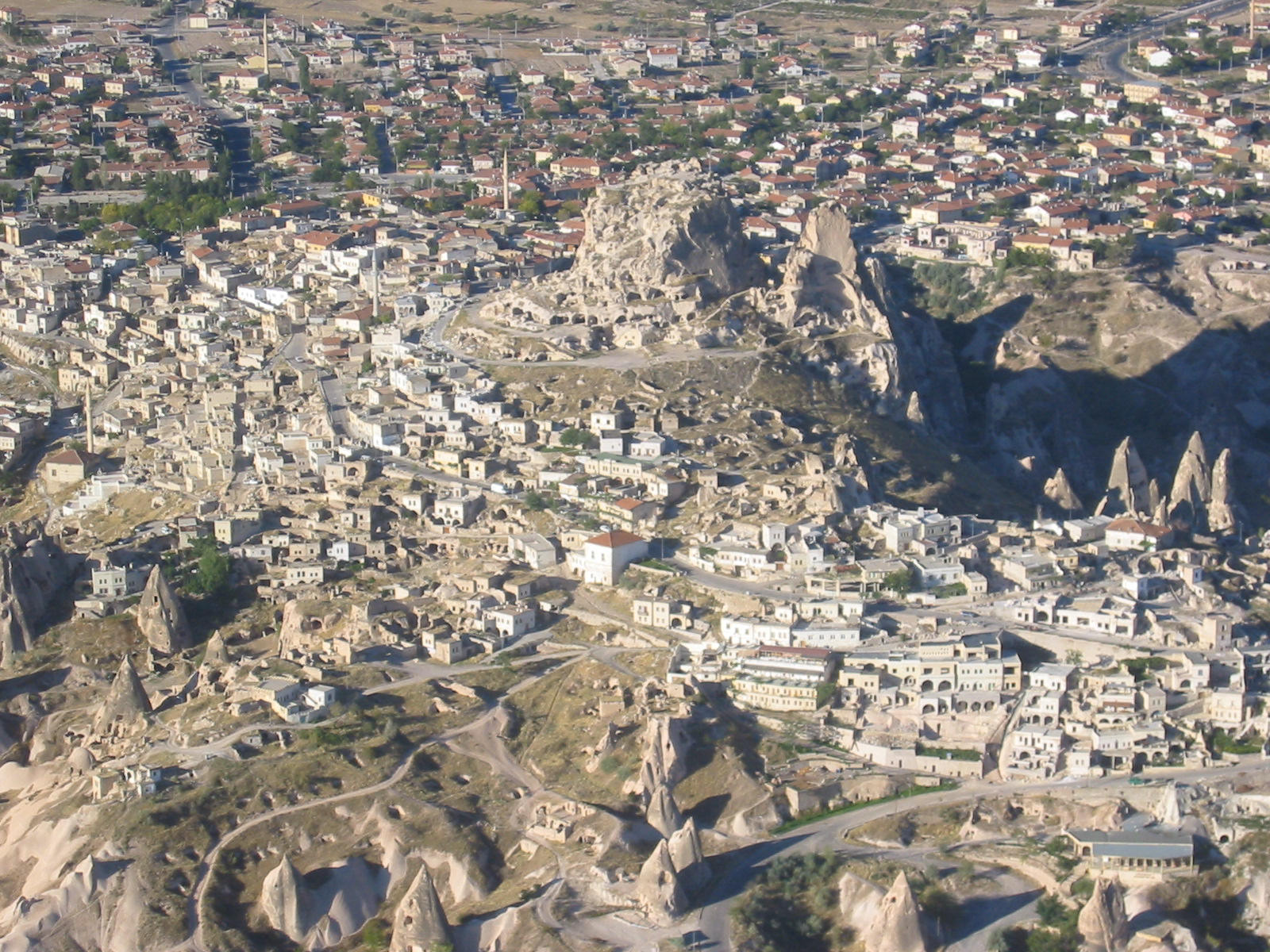
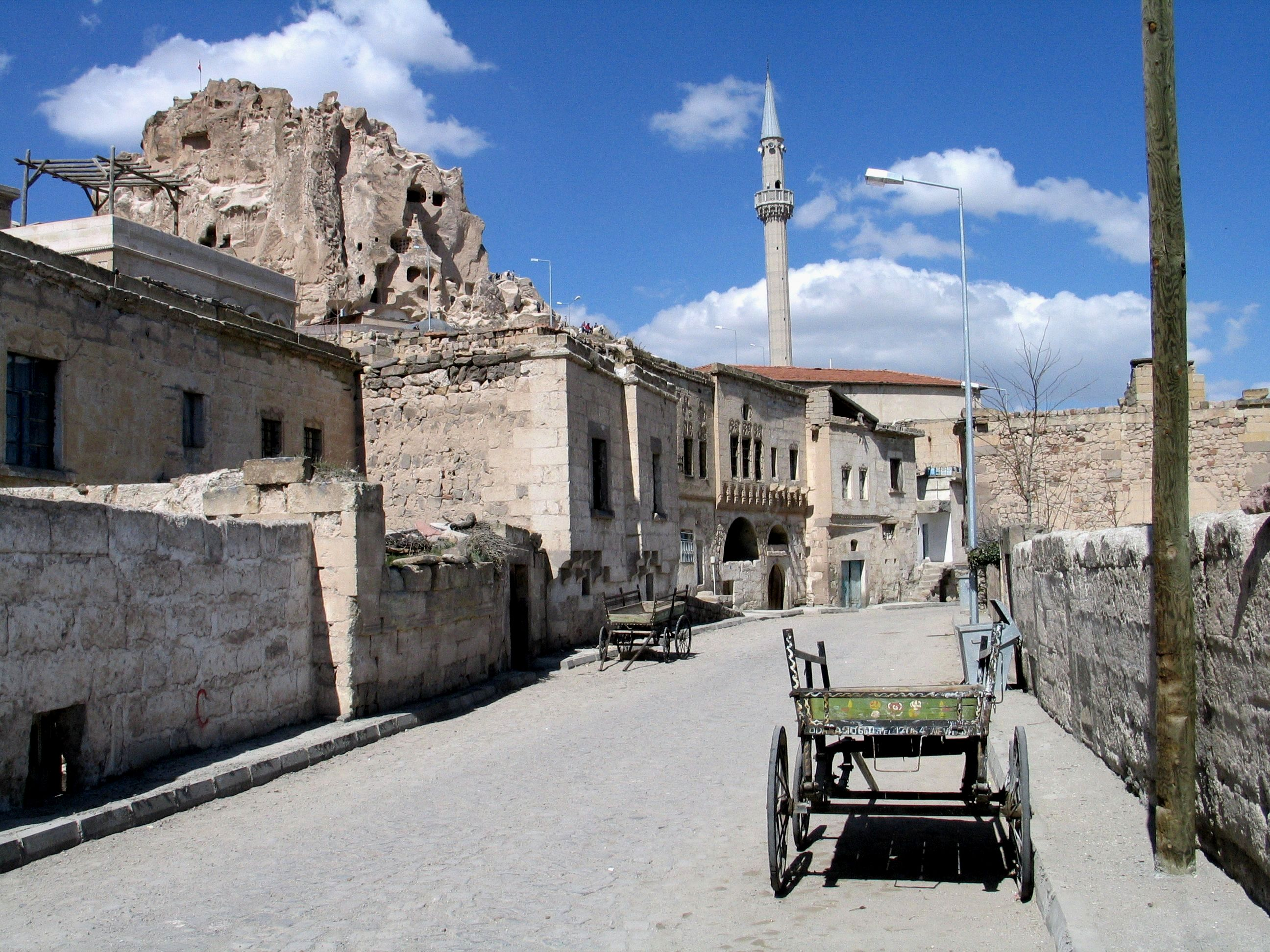
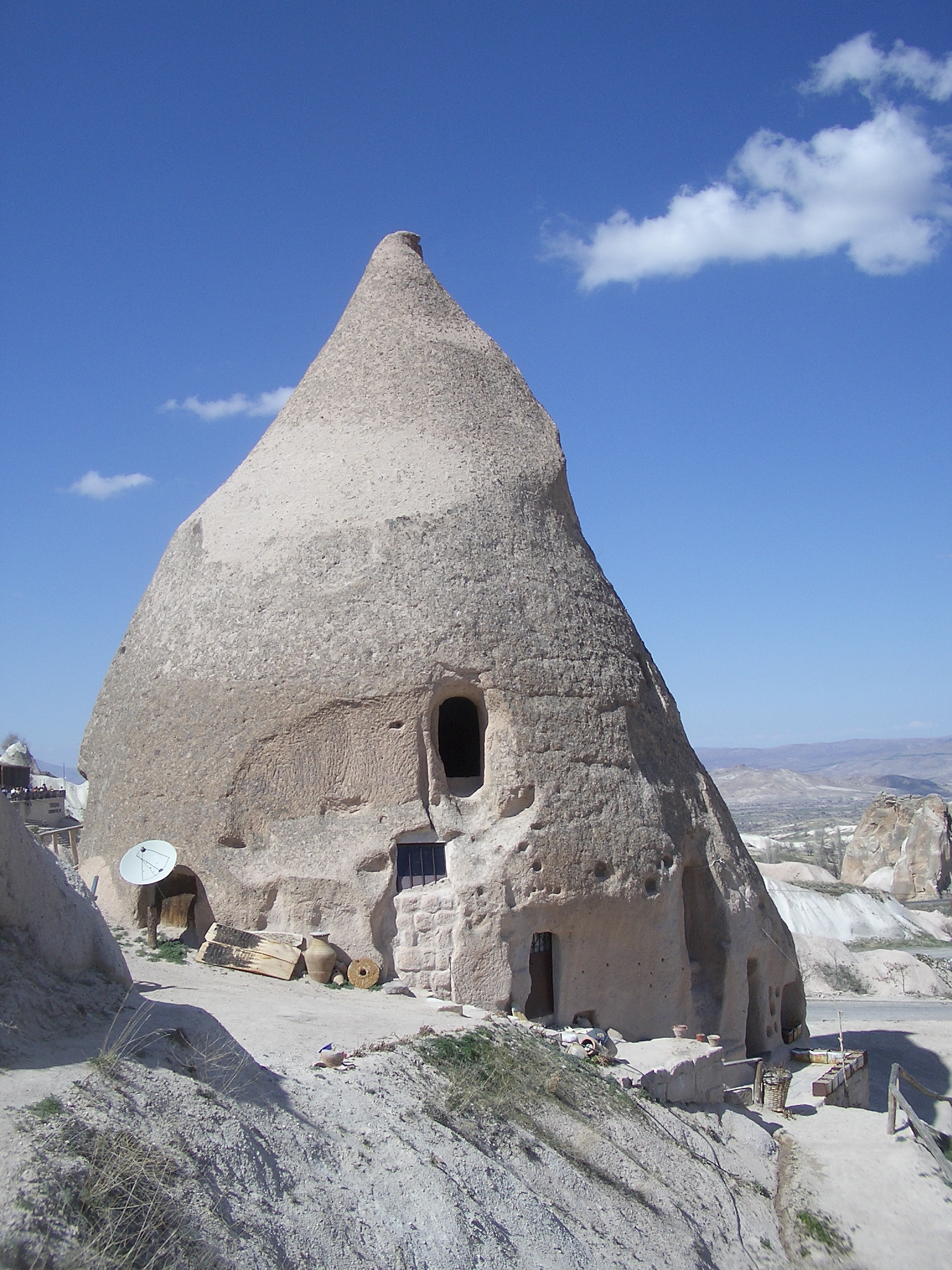
Toba volcánica
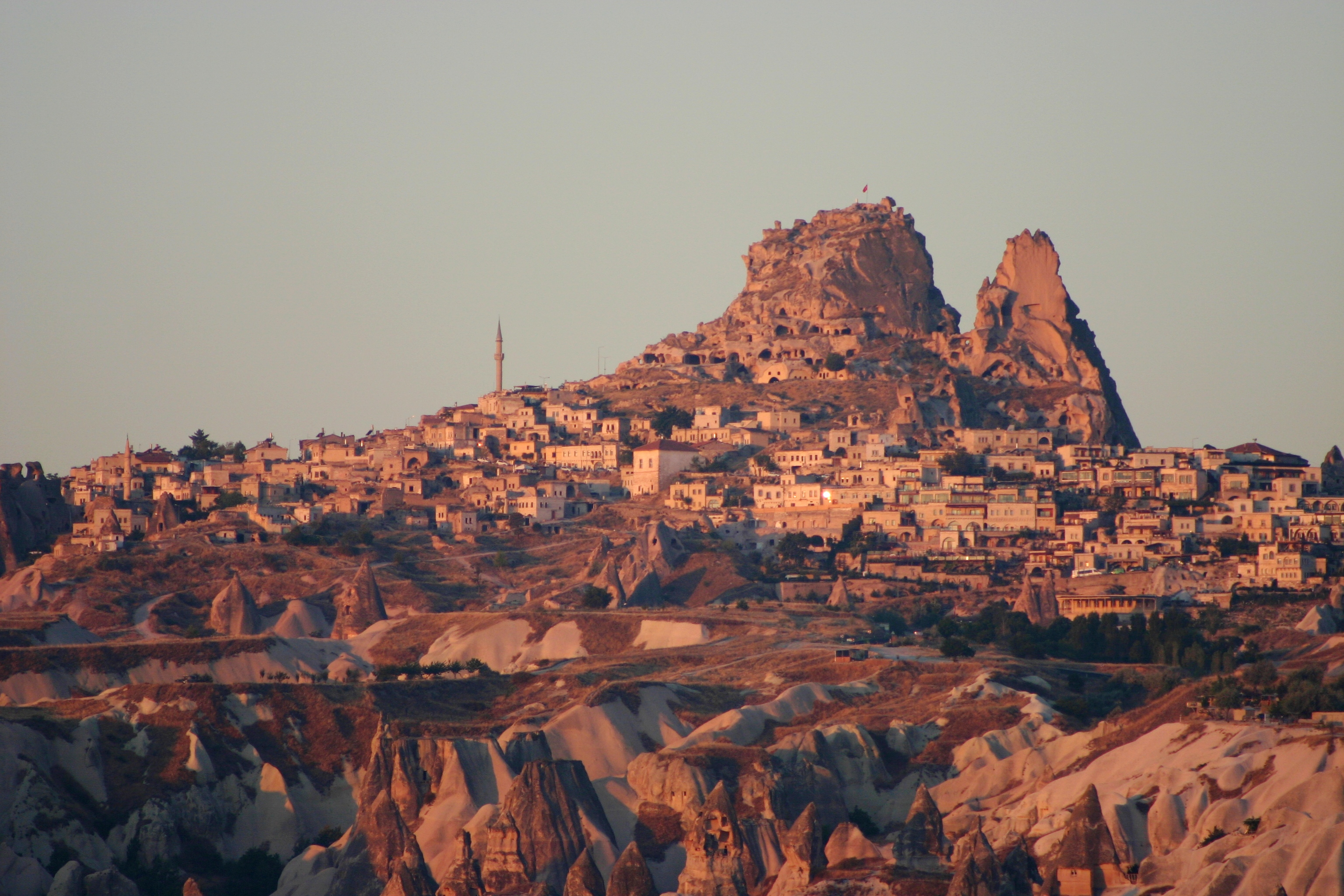
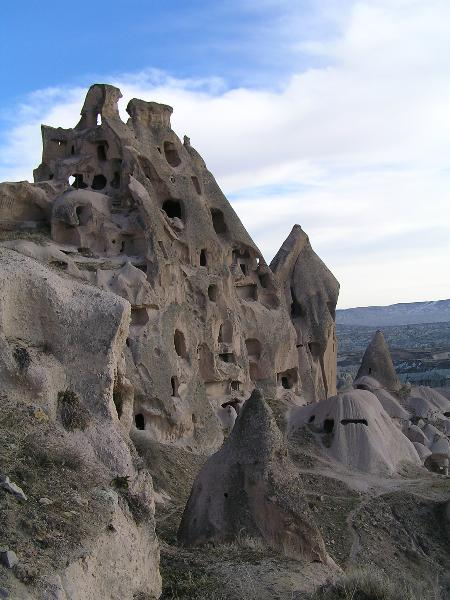
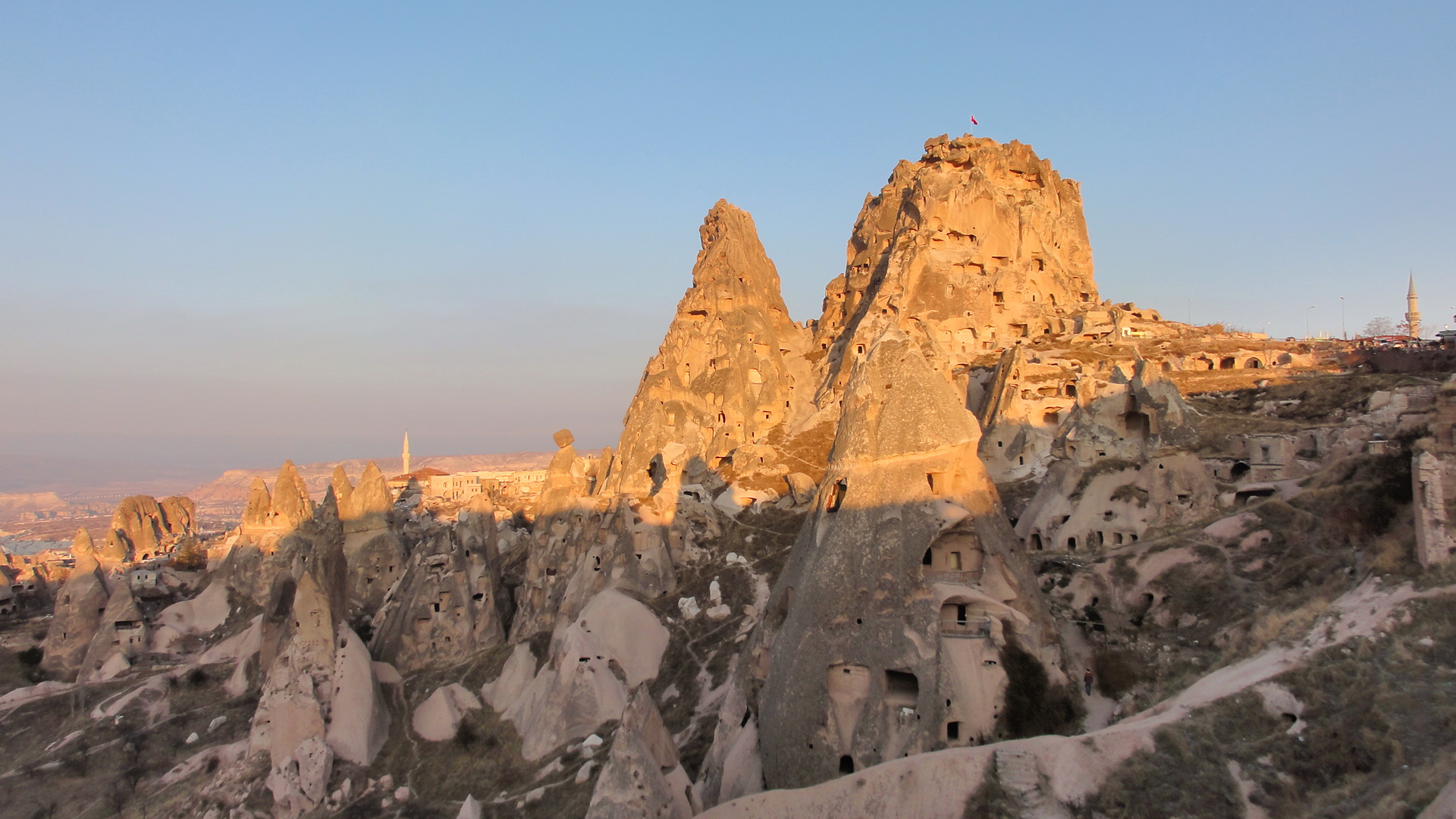
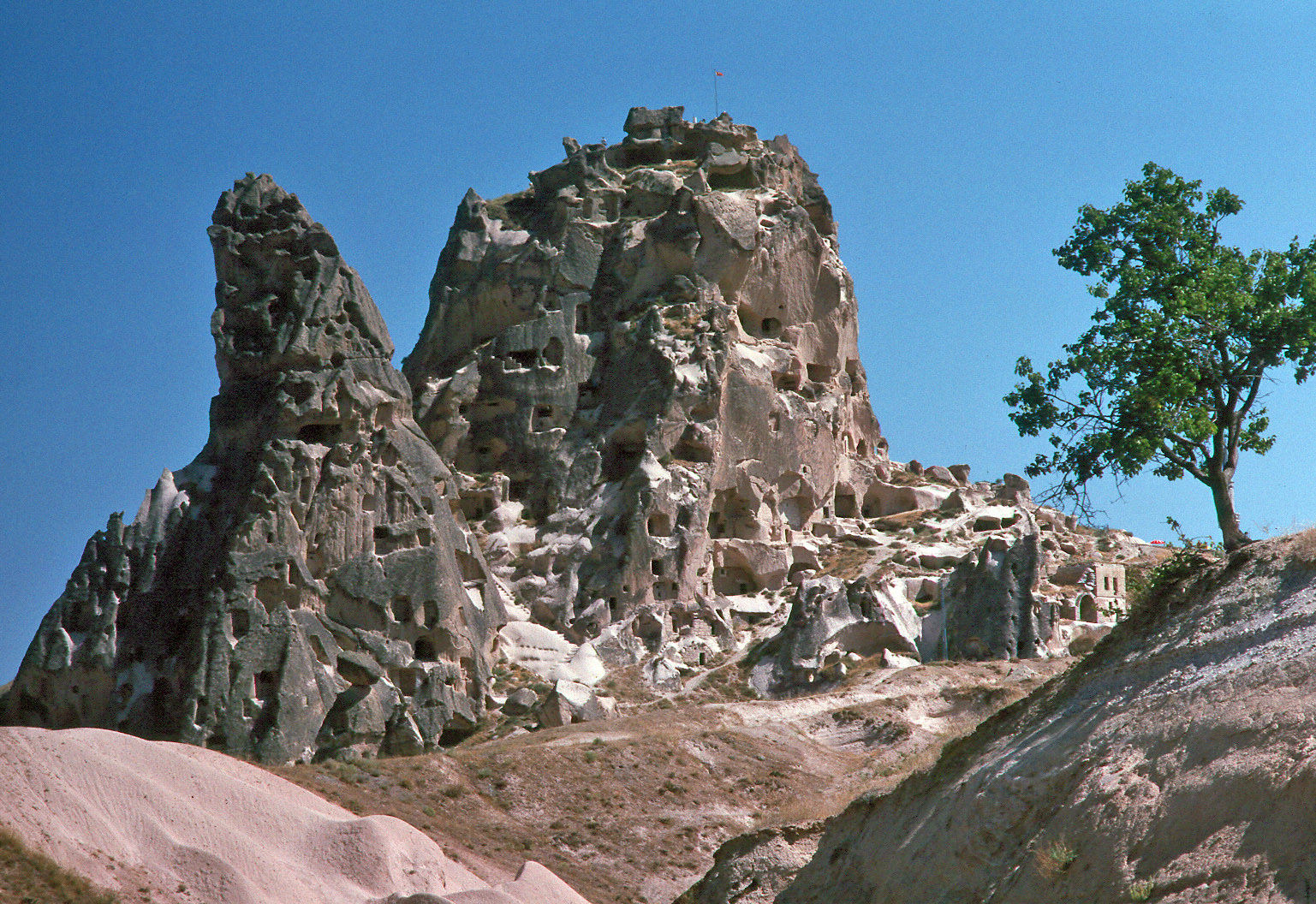